# Makresz (gmina)
Makresz (bułg. Община Макреш)  − gmina w północno-zachodniej Bułgarii, w obwodzie Widyń.

## Miejscowości
Miejscowości wchodzące w skład gminy Makresz:
- Car Sziszmanowo (bułg.: Цар Шишманово),
- Kireewo (bułg.: Киреево),
- Makresz (bułg.: Макреш),
- Podgore (bułg.: Подгоре),
- Rakowica (bułg.: Раковица),
- Tołowica (bułg.: Толовица),
- Wyłczek (bułg.: Вълчек),